# Dionaea flavisquamis
Dionaea flavisquamis är en tvåvingeart som beskrevs av Robineau-desvoidy 1863. Dionaea flavisquamis ingår i släktet Dionaea och familjen parasitflugor. Inga underarter finns listade i Catalogue of Life.